# Асубулак
Асубулак (каз. Асубұлақ) — посёлок в Уланском районе Восточно-Казахстанской области Казахстана. Административный центр Асубулакской поселковой администрации. Находится примерно в 52 км к юго-востоку от районного центра, посёлка Касыма Кайсенова. Код КАТО — 636239100.

## История
Первые разведочные работы были проведены в 1934 году инженером В. М. Шурыгиным.
В 1941—1942 годах на россыпи Асубулак проводились поисково-разведочные работы на рассыпное Асубулак.
В 1946 году на базе Колбинского оловянного рудоуправления было создано Канайское приисковое управление в состав, которого вошёл и Асубулак.
В 1950—1951 годы группа геологов под руководством Ю. А. Садовского открыла группу редкометальных жил и было создано Белогорское строительное управление, которое приступило к возведению производственных и жилых объектов в посёлке Асубулак.
В 1950—1953 годы построены обогатительная фабрика № 3 и № 6, дизельная электростанция, сборные деревянные дома; доводочная фабрика построена в 1968 году.
В 1955 году Асубулак получил статус посёлка городского типа.
С 1967 по 1970 годы жилая площадь тружеников Белогорского горно-обогатительного комбината увеличилась на 4688 кв. м.
В 1971 году посёлок газифицирован, сдан в эксплуатацию больничный комплекс на 120 коек. Построены две школы на 1600 учащихся мест, открыты спортивная и музыкальная школы, детские ясли, сады. Действует телевизионный ретранслятор. Расширены отопительные котельные, построена дорога Асубулак—Огневка. Открыт животноводческий комплекс подсобного хозяйства комбината и кирпичный завод на 3 миллиона штук кирпича в год. Введены в эксплуатацию новые благоустроенные дома: два общежития, кинотеатр, медицинский профилакторий на 100 мест, кафе на 98 мест, универмаг, промтоварный магазин, аптека, овощехранилище, пионерский лагерь, учкомбинат на 192 учащихся со спортзалом.

## Экономика
В 18 км от посёлка находится Бакенское месторождение.

## Население
В 1999 году население посёлка составляло 4746 человек (2262 мужчины и 2484 женщины). По данным переписи 2009 года, в посёлке проживало 2705 человек (1251 мужчина и 1454 женщины).